# Solly Zuckerman
Pour les articles homonymes, voir Zuckerman.
Solly Zuckerman est un fonctionnaire et un zoologiste britannique, né le 30 mai 1904 au Cap et mort le 1er avril 1993 à Londres. Il est l’un des pionniers de l’étude des primates. On le considère comme l’un des premiers scientifiques à s’impliquer dans la définition de la politique gouvernementale. Il devient par la suite expert en stratégie aérienne et s'implique dans la mise au point de la stratégie de débarquement en Normandie

## Biographie
Il commence sa carrière à la Société zoologique de Londres en 1928 et travaille comme anatomiste jusqu’en 1932. Il enseigne à l’université d'Oxford ensuite jusqu’en 1945. Durant la Seconde Guerre mondiale, il fait plusieurs projets de recherche pour le gouvernement britannique sur les impacts des bombardements sur la population et les constructions, il donne une évaluation du bombardement (opération Corkscrew) sur l’île italienne de Pantelleria en 1943. Il persuade également Eisenhower de l'importance d'un bombardement massif en Normandie de manière à empêcher les Allemands d'acheminer des renforts lors du débarquement de juin 1944.
Après la guerre, à partir de 1946, Zuckerman enseigne l’anatomie à l’université de Birmingham. En 1969, il enseigne à l’université de Norwich (université d'East Anglia) jusqu’en 1974. Il travaille comme conseiller pour le ministère de la Défense en 1960 et est chef conseiller (Chief Scientific Adviser to the UK Government) auprès du gouvernement britannique (de 1964 à 1971). Zuckerman s’oppose au développement de la course de l’armement nucléaire.
Zuckerman est le secrétaire de la Société zoologique de 1955 à 1977 et son président de 1977 à 1984. Il devient membre de la Royal Society en 1943.

### Liste partielle des publications
- 1931 : The Social Life of Monkeys and Apes (trad. française de Armand-M. Petitjean : La Vie sexuelle et sociale des singes, Gallimard, coll. «L'Avenir de la science», 1937).
- 1966 : Scientists and War.
- From Apes to Warlords.
- Monkeys Men and Missiles.